# Callimodapsa major
Callimodapsa major is een keversoort uit de familie zwamkevers (Endomychidae). De wetenschappelijke naam van de soort werd in 1954 gepubliceerd door Strohecker.